# Spoorlijn 24A
Spoorlijn 24A was een korte Belgisch / Duitse spoorlijn die lijn 24 met lijn 37 verbond. Het Duitse deel was als spoorlijn 2554 onder beheer van DB Netze.

## Geschiedenis
Lijn 24A was een dubbelsporige verbindingslijn tussen de Montzenroute (Spoorlijn 24) en de hoofdlijn Luik – Aken (Spoorlijn 37). De spoorlijn is aangelegd door de Preußische Staatseisenbahnen tijdens de Eerste Wereldoorlog en werd geopend op 28 februari 1917. Tussen 1921 en 1926 en tussen 1941 en 1944 was er reizigersverkeer en werd de halte Buschhausen aangedaan. In 1949 is de lijn op enkelspoor gebracht.
Tussen 1962 en 1966, tijdens de elektrificatiewerken op lijn 37, werden internationale reizigerstreinen (waaronder de TEE Saphir) omgeleid via de lijnen 40, 24 en 24A. Op 5 augustus 1968 is de lijn gesloten. De opbraak van de lijn volgde in 1969. Het tracé van de lijn is nog goed in het landschap te zien.

## Aansluitingen
In de volgende plaatsen was er een aansluiting op de volgende spoorlijnen:
Y Geulthal
Spoorlijn 24 tussen Tongeren en Aachen West
Y Ronheide
DB 2600, spoorlijn tussen Keulen en Aken

## Galerij

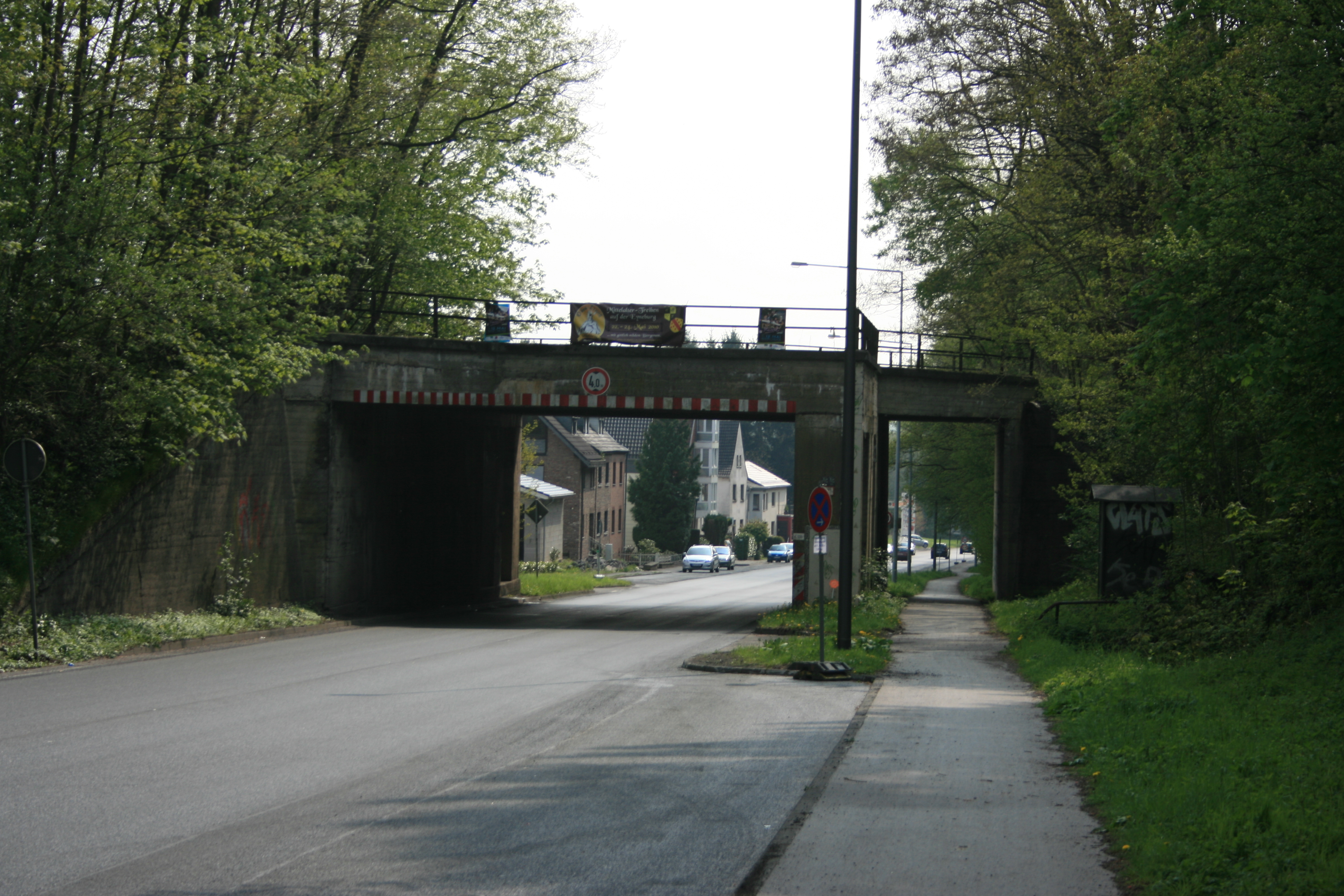
Bundesstraße 264
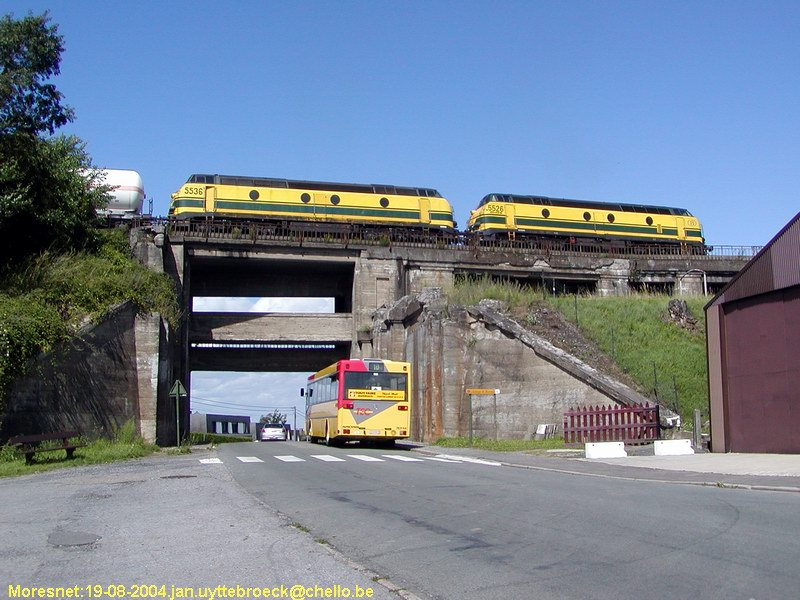
Meerlaagse brug Station Buschhausen